# Nicola Mariniello
Nicola Mariniello (Cercola, 5 giugno 1977) è un calciatore italiano, di ruolo centrocampista.

## Carriera
In Serie A ha vestito la maglia del Lecce in 6 occasioni.

## Palmarès

### Club

#### Competizioni nazionali
- Serie C2: 1

Foggia: 2002-2003
- Serie D: 1

Siracusa: 2008-2009